# Dalima delineata
Dalima delineata är en fjärilsart som beskrevs av W. Warren 1894. Dalima delineata ingår i släktet Dalima och familjen mätare. Inga underarter finns listade i Catalogue of Life.

## Bildgalleri

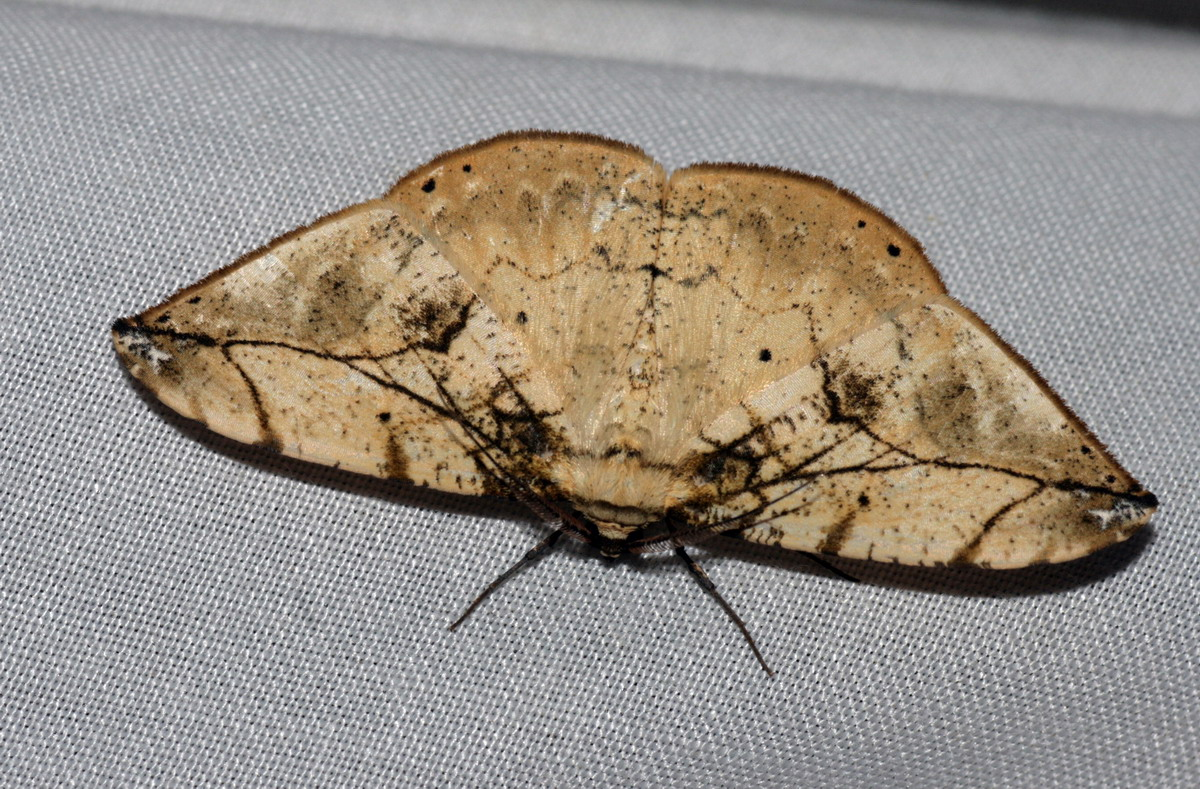